# فار کرای ۴
فار کرای ۴ (به انگلیسی: Far Cry 4) یک بازی ویدئویی به سبک تیراندازی اول شخص و اکشن ماجراجویی است که توسط یوبی‌سافت مونترآل توسعه یافته و به‌وسیلهٔ یوبی‌سافت برای مایکروسافت ویندوز، پلی‌استیشن ۳، پلی‌استیشن ۴، ایکس‌باکس ۳۶۰ و ایکس‌باکس وان منتشر شده‌است. این بازی دنبالهٔ فار کرای ۳، و چهارمین قسمت اصلی در مجموعه بازی‌های فار کرای به‌شمار می‌رود.
فار کرای ۴ در ۱۸ نوامبر ۲۰۱۴ در بیشتر مناطق جهان عرضه شد. شخصیت منفی این قسمت از فار کرای برای اولین بار توسط آی‌جی‌ان بالاترین رتبه را در سال عرضه دریافت کرد و به عنوان بهترین شخصیت منفی این سری تاکنون شناخته شده‌است.

## داستان
پیش‌پرده
آجی گاله پس از مرگ مادرش، ایشواری به سرزمین خودش، کیرات (سرزمینی خیالی براساس نپال)بازمی‌گردد، تا به واپسین آرزوی مادرش تحقق ببخشد و خاکسترش را به لوکشمانا ببرد. با وجود هشدارهای رسمی که مسافرت به کیرات را به خاطر وقوع جنگ داخلی خطرناک می‌داند، آجی با پرواز به پتنه در هندوستان رفته و سپس با اتوبوس به سمت کیرات می‌رود. در اتوبوس او با شخصی به نام دارپان رو به رو می‌شود و با هم صحبت می‌کنند و به آجی می‌گوید کمکش می‌کند که وارد کیرات شود. با این وجود وقتی که به مرز می‌رسند، اتوبوس توسط ارتش سلطنتی متوقف می‌شود. آن‌ها اتوبوس را جستجو می‌کنند و وقتی زیر اتوبوس یک چیز مشکوک می‌یابند، رفتار خصمانه‌ای سرمی‌دهد. دو شورشی مسیر زرین از اتوبوس بیرون پریده و شروع به مبارزه می‌کنند. شورشیان و رانندهٔ اتوبوس کشته می‌شوند. سپس سربازان شروع به تیراندازی به سمت اتوبوس می‌کنند و آجی و دارپان از اتوبوس بیرون پریده و دستگیر می‌شوند. بعد از این است که پگان مین، پادشاه ستمگر منطقه با هلیکوپتر به آنجا می‌رسد و یکی از سربازان را با خودکار می‌کُشد، چرا که او دستور داده بوده که اتوبوس را متوقف کنند، نه اینکه به آن شلیک کنند. او با دیدن آجی رفتاری دوستانه با او پیش می‌گیرد و او را در آغوش گرفته و می‌گوید که این چشمان را هرجا ببیند، می‌شناسد. مین از آجی به خاطر این خوش‌آمد خصمانه عذر می‌خواهد و با او سلفی گرفته و اتوبوس را به آتش می‌کشد. سپس بر سر آجی کیسه کشیده و او را به یک مهمانی می‌برد.
در مهمانی شام به جز آجی، دارپان و مین، پائول دپلور هارمون، یکی از دولتمردان کیرات نیز حضور دارد. مین به او می‌گوید ایشواری را می‌شناخته و ظاهراً در عجب است که تا به حال ایشواری با او درباره‌اش صحبت نکند. سپس نیز خاکستر ایشواری را مزه می‌کند و می‌گوید که وقتی مادرش او را بر پشتش بسته بود به آمریکا گریخت، نتوانسته کمکش کند. سپس چنگال را بر پشت دارپان فرومی‌کند و اعضای گروه مسیر زرین را تروریست می‌نامد و یک گوشی تلفن را از آستین دارپان درآورده که معلوم می‌شود در حال پیام کمک دادن بوده‌است. پاگان مین به پاول دستور می‌دهد که دارپان را برده و بفهمد چه چیزهایی می‌داند و سپس از آجی می‌خواهد که آنجا منتظر مانده و از غذایش لذت ببرد تا او بازگردد.
آجی خاکستر مادرش را برمی‌دارد و از خانه خارج می‌شود و با جستجوی خانه راهش را به زیرزمین بازمی‌کند و صدای الکتریسیته و فریاد دارپان را می‌شنود که پاول در حال شکنجه اوست و سپس در خروجی را در کنار آن می‌بیند. در باز شده و مردی به نام سابال، یکی از مبارزان مسیر زرین را می‌بیند که می‌گوید پدر آجی، موهال گاله را می‌شناخته. به تدریج معلوم می‌شود که موهان بنیان‌گذار گروه مسیر زرین بوده و سابال می‌گوید که باعث افتخارش است که پسر موهان را دیده و به او کمک کرده تا فرار کند. آجی می‌خواهد که به دارپان کمک نمایند، اما سابال می‌گوید که او مهم‌تر است و دارپان متوجه اهمیت موضوع می‌شود. سابال آجی را با یک راننده در میان گلوله‌ها می‌فرستد، اما در نهایت آن‌ها پس از تصادف با یکی از ماشین‌های دولتی تصادف کرده و درون یک دره سقوط می‌کنند. آجی به هوش می‌آید و می‌بیند که راننده مرده و می‌شنود که سابال با بی‌سیم رادیویی او ارتباط برقرار می‌کند. سابال به آجی می‌گوید که خودش را به نزدیک‌ترین برج ناقوس برساند. آجی پس از برخورد با چند سرباز ارتش سلطنتی می‌تواند راه خودش را به برج ناقوس برساند. با توجه به ترجیحات بازیکن می‌تواند در میان راه با چندین سرباز و حیوان برخورد کند. آجی با سابال و چند تن از افراد مسیر زرین در برج ناقوس دیدار می‌کند. کمی بعد افراد ارتش سلطنتی که کمین کرده بودند و با برف‌رو به برج ناقوس حمله می‌کنند. پس از یک درگیری شدید، یک بهمن از سمت کوه فرو می‌ریزد و با برج ناقوس برخورد می‌کند. آجی به هوش می‌آید و خود را از درون توده‌های برف بیرون کشیده و سابال را می‌بیند که می‌خندد و می‌گوید تو خیلی جان‌سختی.

#### پردهٔ اول
سابال آجی را با خود به دهکده باناپور می‌برد که تحت سیطرهٔ مسیر زرین قرار دارد. در آنجا سابال توضیح می‌دهد که چرا مسیر زرین با پاگان مین مبارزه می‌کند و می‌گوید که این فرقه توسط والدین آجی تأسیس شده‌است. سپس آن‌ها با آمیتا، یکی دیگر از رهبران مسیر زرین رو به رو می‌شوند که از شنیدن خبر کشته شدن دورپان، مخبر مسیر زرین در ازای نجات یک گردشگر و آوردن آجی به دهکده‌شان خشمگین است. بعداً، وقتی آمیتا با آجی رو به رو می‌شود، از او عذر می‌خواهد و می‌گوید که این از عوارض جنگ است. سپس آجی را به دختری نوجوان به نام بادرا معرفی می‌کند که سابال و دیگر روحانیان کیراتی (مذهب بومیان) معتقدند او تارون ماتارا، تجسم یک الهه و همسر باناشور، (خدای اصلی کیراتی) است. سابال سعی می‌کند آجی را متقاعد می‌کند که در راه مبارزه با پاگان مین به آن‌ها یاری برساند، که نخستین کارش آزاد کردن برج ناقوس و قطع کردن راه‌های ارتباطی رادیوی پاگان مین است. سپس سابال به آجی دستور می‌دهد که با لانگینوس، یک کشیش خودخوانده و دلال اسلحه ملاقات کند و او به آجی یک اشکورپیون می‌دهد. در همین موقع سابال با یک ارتباط رادیویی از آجی می‌خواهد که برای کمک به دهکده بازگردد، چراکه ارتش سلطنتی به باناپور حمله کرده‌است. آجی ابتدا با چندین سرباز دشمن درگیر می‌شود و سپس بادرا را از یک ساختمان در حال سوختن نجات می‌دهد. سپس سابال و آمیتا دو مأموریت متفاوت به آجی می‌دهند و آجی ابتدا چندین گروگان را از دست ارتش سلطنتی نجات می‌دهد و سپس یک مقر دشمن را تصرف می‌کند. پس از انجام این دو مأموریت، آمیتا او را ترغیب می‌کند که بماند و بجنگد و به رؤیای والدینش که یک کیرات آزاد از ستم است، تحقق بخشد. بیرون مقر، آجی با هارک، یک علاقمند به مواد منفجرهٔ آمریکایی ملاقات می‌کند که به مسیر زرین کمک می‌کند. هارک توضیح می‌دهد که اگر آجی کمک خواست به خانهٔ هارک برود یا از سربازان مسیر زرین کمک یاری بگیرد. پس از این رویارویی، هارک می‌رود و پردهٔ اول پایان می‌یابد.

#### پردهٔ دوم
در این نقطه، کل بخش جنوبی کیرات برای آجی باز است و او می‌تواند تمام پایگاه‌های دشمن را تسخیر و برج‌های ناقوس را دشمن‌زدایی کند. او همچنین می‌تواند قلعه‌های پائول دی‌پلور و نوره را نیز تحت سلطه دربیاورد. آجی همچنین برای اشخاص زیر مأموریت‌هایی انجام می‌دهد:
لانگینوس: آجی برای او الماس‌های خونین را که تحت تسلط شدید نیروهای سلطنتی است، می‌یابد. آجی این کار را معمولاً با تعقیب قاچاقچیان انجام می‌دهد و گاهی نیز به هیمالیا سفر می‌کند. لانگینوس نیز در ازای کمک‌های او، سلاح مسیر زرین را تأمین می‌کند. لانگینوس پس از اتمام مأموریت‌هایش، برای ادامهٔ راهش از کیرات می‌رود.
آجِی در کل داستان بازی تلاش دارد پِیگِن مین را کشته و سربازان و فرماندهان گروه ارتش سلطنتی یا Royal Army را از بین ببرد و البته به مردم قبیله خودش در مراحل فرعی کمک کند، مثلاً مرکز پوسترهای تبلیغاتی پِیگِن مین را از بین ببرد، حیوانات دردسر ساز را بکشد، مراکز فرماندهی را از بین ببرد یا به کوه‌های هیمالیا رفته و گروه ارتش سلطنتی را در آنجا از بین ببرد.
مومو شیفون: طراح لباس سابق دربار که به آجی مأموریت می‌دهد که حیوانات کمیابی را برایش بیابد تا بتواند در خط تولید پوشاکش استفاده کند. وقتی آجی تمام مأموریت‌ها را به پایان می‌رساند و به کلبهٔ مومو بازمی‌گردد، می‌بیند که آنجا غارت شده‌است و یادداشتی پیدا می‌کند که نشان می‌دهد نیروهای پگان مین او را یافتند و مجبور کردند از کشور خارج شود.
رابی رِی رانا: رابی ری مجری رادیو کیرات است و آجی را به مراکز پروپاگاندا می‌فرستد تا آن‌ها را تصرف کند و تجهیزاتش را از بین ببرد. ری هر پنج پوستری که آجی حذف کند با او تماس می‌گیرد.
شارما سالسا: شارما یک بازیگر سابق پورن است و حال فیلم‌هایی دربارهٔ مسابقات اتوموبیل‌رانی می‌سازد و آجی داوطلب می‌شود که در این برنامه مسابقات را برایش انجام دهد.
هارک: در محتوای اضافی «رستگاری هارک» ارائه می‌شود. هارک دنبال مجسمه‌های میمون طلایی است و خود را در دردسر می‌اندازد و آجی مجبور می‌شود به او کمک نماید.
یوگی و رجی: این دو نفر حشیش مصرف می‌کنند و در خانهٔ پدری آجی به صورت غیرمجاز سکونت دارند. آن‌ها با دادن مواد مخدر به آجی او را مجبور می‌کنند به مأموریت‌هایی عجیب برود و پس از آنکه آجی آن‌ها را بیرون می‌اندازد، آن‌ها در محوطهٔ خانهٔ پدری آجی در چادر زندگی می‌کنند. این به آجی کمک می‌کند تا سرم‌های جدید بسازد.
وقتی آجی به نخستین پایگاه دشمنی که آزاد کرده بازمی‌گردد، می‌بیند که سابال و آمیتا در حال مشاجره با هم هستند، چرا که استراتژی‌های آن‌ها با هم متضاد است و سرانجام چون آجی پسر موهان گاله است، او را مسئول این می‌کنند که تصمیم نهایی را بگیرد. در نهایت آمیتا و سابال از یکدیگر جدا می‌شوند و آجی حق انتخاب دارد. اگر مسیر پیشنهادی سابال را برگزیند باید نه نفر از اعضای مسیر زرین را که گروگان گرفته شدند نجات بدهد و تمام اطلاعات مهمی که می‌تواند به دست بیاورد، از دست بدهد. اما اگر مسیر پیشنهادی آمیتا را طی کند یک نقشه می‌یابد که به مسیر زرین کمک شایانی می‌کند، اما در عوض گروگان‌ها کشته می‌شوند.
پس از این مأموریت، آجی بادرا را در یک مراسم تدفین می‌بیند و از او می‌پرسد که مراسم پدرش نیز همینگونه بوده یا خیر که بادرا می‌گوید که او خیلی کوچک بوده و یادش نمی‌آید، اما می‌داند پس از مرگ او مسیر زرین زمین‌خورده‌است. همچنین می‌گوید که او در یک درگیری کشته نشده و مرگ او بسیار شوکه‌کننده بوده. آجی سؤال‌های بیشتری می‌پرسد، اما بادرا می‌گوید که می‌تواند جواب‌هایش را در خانهٔ موهان بیابد. آجی آنجا دو انگلیسی معتاد به نام‌های یوگی و رجی می‌بیند که در آنجا ساکن شدند. پس از یک مشاجرهٔ کوچک با آن‌ها، آن‌ها به آجی دارو تزریق می‌کنند و او را به معرکهٔ شاناتای نوره می‌برند. نوره او را عریان وسط میدان نبرد می‌اندازد، اما در آخرین لحظه به او می‌گوید که کجا می‌تواند چاقو بیابد و خود را نجات دهد. آجی پس از رهایی از میدان نبرد، نزد نوره می‌رود و نوره می‌گوید که یوگی و رجی نیز مانند او بازی خورده‌اند. نوره مجبور شده‌است که شاناتا را برای پگان مین اداره کند، چرا که پائول خانوادهٔ او را گروگان گرفته‌است و از آجی خواهش می‌کند که پائول را شکست داده و خانواده‌اش را نجات دهد. آجی خشمگین به خانهٔ پدری خود بازمی‌گردد و یوگی و رجی را می‌خواهد بیرون کند و آن‌ها نیز می‌پذیرند، تنها می‌خواهند که آخرین سیگارشان را نیز دود کنند. در همین حین توجه آجی به قاب خالی دیوار جلب می‌شود و یوگی و رجی می‌گویند که آنجا محل قرارگیری تنگکا هستند که داستان سلحشوری حماسی یک سرباز کیراتی به نام کالیناگ را روایت می‌کند که توسط شاه فرستاده شده تا سرزمین شانگری-لا را بیابد. ولی امروزه تنگکا به پنج تکه تقسیم شده و سراسر کیرات پخش شده‌است. آجی می‌تواند هر پنج تکه را بیابد و روی دیوار قرار دهد.
آجی سابال را در یک صومعه می‌بیند و دربارهٔ موارد مهم مذهب کیراتی و پدرش چیزهایی یادمی‌گیرد. در همین وقت صومعه مورد حمله واقع می‌شود و آجی در دفاع از آن کمک می‌کند. سپس نزد لانگینوس می‌رود تا در یک مأموریت سلاح‌هایی را برای مسیر زرین فراهم کند و سپس به صومعه بازگشته و می‌بیند سابال و آمیتا باز هم با یکدیگر درگیر هستند و آجی بار دیگر حق انتخاب پیدا می‌کند. مسیر زرین اطلاعاتی به دست آورده که پائول دی‌پلور مزارع تریاکی دارد که سربازان سلطنتی آن را مدیریت کرده و از آن محافظت می‌کنند. سابال می‌خواهد که این مزارع از بین برود، چرا که تریاک را ماده‌ای سمی می‌داند، اما آمیتا می‌خواهد مالکیت مزارع به دست مسیر زرین بیفتد، چرا که معتقد است از فروش تریاک می‌توانند هزینهٔ بازسازی کیرات را تأمین کنند.
پس از انجام این مأموریت، آجی مأمور می‌شود که از دو مجسمهٔ مذهبی با نام «قدیسان خفته» که سربازان سلطنتی در پی تخریبش هستند، محافظت کند. پس از آن نوره با آجی تماس می‌گیرد و می‌خواهد که نزد او در شاناتا برود. نوره به آجی می‌گوید که پائول در دژ خود، شهر گریان، یک مهمانی خداحافظی گرفته و قصد دارد مدتی به کیرات بازنگردد. نوره مکان دهکده‌ای که دژ پائول آنجاست به آجی می‌دهد و آجی با پنهان شدن در یک کامیون به آنجا می‌رود. در میان راه نیز به سابال یا آمیتا (بسته به اینکه کدام رهبر مسیر زرین باشد) زنگ می‌زند و می‌گوید که به قصد پائول به دژ او می‌رود و آن‌ها از آجی می‌خواهند که او را زنده بازگردانند.
آجی به آرامی درون شهر گریان قدم برمی‌دارد تا آژیرهای خطر به صدا در نیاید و سرانجام به ساختمان اصلی رسیده و پائول را در حالی می‌یابد که یک زندانی دست و پا بسته در اتاقش حضور دارد. آجی زندانی را آزاد کرده و خودش جای او می‌نشیند و کیسه بر سرش می‌کشد و تظاهر می‌کند دستانش بسته‌است. پائول در حالی که پای تلفن با همسرش، لورا هارمون و دخترش، اشلی حرف می‌زند، وارد اتاق می‌شود و به دخترش مانند یک پدر معمولی قول می‌دهد که یک سوغات خوب برای دخترش بیاورد. با این تفاوت که این سوغاتی‌ها از مردم کیرات و افراد مسیر زرین دزدیده شده‌است.
پس از قطع تماس، پائول کیسهٔ روی سر آجی را برمی‌دارد و او را می‌شناسد و در همین حال آجی با یک ضربهٔ سر او را از هوش می‌برد. آجی او را درون صندوق عقب یک ماشین انداخته و می‌رود. وقتی پائول به هوش می‌آید، آجی به او می‌گوید که نوره او را فرستاده و پائول می‌خندد و با تمسخر می‌گوید او هنوز فکر می‌کند خانواده‌اش زنده هستند؟ سال‌ها پیش آن‌ها کشته شده‌اند. در اینجا بازیکن می‌تواند انتخاب کند که ماشین را با پائول نابود کند یا او را به میعادگاه مسیر زرین ببرد و تحویل آمیتا و سابال می‌دهد و آن‌ها پیش از آنکه پائول را وارد ساختمان کنند و از او بازجویی کنند، از آجی تشکر می‌کنند. در همین موقع تلفن پائول زنگ می‌زند و او به آجی التماس می‌کند که بگذارد با دخترش صحبت کند. پس از اتمام بازی بازیکن می‌تواند پائول را درون یک قفس از جنس بامبو در شرق باناپور بیابد و این انتخاب را دارد که او را رها کند یا بکشد.
پس از آن او به مزارع تریاک بازمی‌گردد و آمیتا را می‌بیند که می‌گوید هدف بعدی مسیر زرین، کارخانهٔ آجرپزی است که در آن دانشمندان پادشاهی روی یک نوع مواد مخدر کار می‌کنند، اما روی جزئیات با سابال توافق ندارد. سابال به آجی می‌گوید که با سربازان دیگر مسیر زرین دیدار کند و با نفوذ به کارخانه، دودکش عظیم روی سقف را نابود کرده و از آن طریق وارد کارخانه شود و پس از کارگذاشتن دینامیت، تمام تجهیزات را نابود کند. اما اگر آجی راه آمیتا را برگزیند، ابتدا باید تهویه‌های هوای کارخانه را از کار بیندازد و وقتی سربازان سلطنتی از کارخانه خارج شدند، وارد کارخانه شود. در اینجا او مجبور است گاز افیونی را استنشاق کند و دستور می‌یابد شیمی‌دان اصلی گروه را بکشد. سپس از کارخانه خارج شده و سربازان باقیمانده را می‌کشد.
پس از این آجی مأمور می‌شود که نوره را از بین ببرد. آجی می‌گوید که دربارهٔ سرنوشت نوره خودش تصمیم می‌گیرد چرا که او اطلاعات پائول را به او داد. آجی از طریق یک را مخفی در پشت شاناتا وارد آنجا شده و با کشتن نگهبانان نوره، به جایی می‌رسد که نوره رو به جمعیت سخنرانی می‌کند و یک کلت۱۹۱۱ را به پشت سرش نشانه رفته‌است. اگر آجی بخواهد او را بکشد، به او شلیک کرده و جنازهٔ او داخل میدان نبرد می‌افتد و حیوانات وحشی او را می‌درند. اما اگر آجی نخواهد او را بکشد، به شانه‌اش می‌زند و می‌گوید که خانواده‌اش کشته شده‌اند و او با خنجر آجی رگ دستش را جلوی چشم جمعیت زده و در حالی که داد می‌زند: «همین رو می‌خوای؟» خودش را داخل میدان انداخته تا حیوانات درنده بدنش را بدرند. پس از این مسیر زرین کنترل شاناتا را در اختیار دارد.
سپس ویلیس هانتلی با آجی تماس می‌گیرد و می‌گوید که در فرودگاه کمکش کند تا او در ازای آن به او اطلاعاتی بدهد. آجی مأمور می‌شود تا پیش از آنکه ویلیس درون فرودگاه فرود بیاید و با فرماندهٔ نیروهای سلطنتی دیدار کند، تک‌تیراندازها را از بین ببرد. پس از آنکه اوضاع برای ویلیس به هم می‌ریزد، به خاطر اطلاعات هم شده به او در برابر نیروهای کمک می‌کند. ویلیس می‌گوید که مأمور سیا است و اطلاعاتی که می‌خواهد در اختیار خلبانی است که گریخته. آجی سوار یک همه‌جارو شده و پس از آن با استفاده از لباس بالدارش به هواپیما رسیده و اطلاعات را به دست آورده و به زمین بنشیند و سپس با انداختن یک نارنجک هواپیما را منهدم می‌کند و خودش روی زمین فرود می‌آید. با این حال بسیاری از اطلاعات حذف شده بود. ویلیس به آجی قول می‌دهد که اگر کمکش کند تعدادی از فرماندهان کلیدی کیرات و یوما لائو را حذف کنند، او تمام اطلاعات را به او می‌دهد. حین این مأموریت‌ها، ویلیس می‌گوید که موهان را از زمان نخستین جنگ داخلی می‌شناخته، زمانی که او برای پگان مین در برابر ملی‌گرایان می‌جنگیده. همچنین می‌گوید که او ایشواری، مادر آجی را برای جاسوسی پگان می‌فرستد. ایشواری می‌خواهد همه چیز را ترک کند و وقتی موهان به این دلیل او را تهدید می‌کند، او موهان را می‌کشد. سرانجام مشخص می‌شود که تمام مردانی که آجی فرستاده شده تا آن‌ها را بکشد، مأموران سیا بودند که برای پاک شدن ردپای این سازمان کشته شده‌اند. سپس ویلیس در میان کوه‌های هیمالیا آجی را بیرون از هواپیما پرت می‌کند و سربازان سلطنتی نیز به سرعت او را دستگیر شده و بی‌هوش می‌شود.

#### پردهٔ سوم
آجی به هوش می‌آید و می‌بیند که یوما، پگان مین و سربازی که او را دستگیر کرده به تماشای او نشسته‌اند. پگان مین به یوما می‌گوید که نمی‌خواهد آجی را بکشد و تنها می‌خواهد به او درسی بدهد. آجی می‌فهمد که او را به دورگش، یک زندان جهنمی در کوهستان‌های تحت تسلط یوما قرار دارد. وقتی یوما و پگان مین می‌روند، نگهبان به آجی دارویی تزریق می‌کند و وقتی آجی به خود می‌آید می‌بیند که در سلولش باز است. آجی یک زندانی را می‌بیند که دیوانه شده و از بلندی به پایین می‌پرد و آن اطراف تجهیزات سنگ‌نوردی را پیدا می‌کند. آجی در همین حال باید از شیاطین شانگری-لا فاصله بگیرد. او از کوهستان برفی پایین می‌آید و زندانیانی را می‌بیند که مشغول کار اجباری در معدن هستند. آجی باید یا از سربازان زندان فاصله بگیرد، یا آن‌ها را از بین ببرد و سلاح‌هایش را بیابد و فرار کند. او در حالی که در برف سرگردان است، تا پای مرگ از سرما می‌رود و پیش از آن‌که از هوش برود موجودی عظیم‌الجثه با شمایل یتی می‌بیند که به سوی او می‌آید.
کمی بعد آجی در خانهٔ پدری‌اش به هوش می‌آید و فرماندهٔ مسیر زرین را می‌بیند که می‌گوید او را در حالی که نزدیک بوده جان بدهد، در برف‌ها پیدا کرده‌اند. پس از آنکه آجی تمام ایستگاه‌های نظامی جنوب کیرات را تسخیر کرد، آمیتا او را می‌خواهد و در شاناتا به او می‌گوید که حالا وقت آن رسیده که پل کینگ را آزاد کنند تا بتوانند به سرزمین‌های شمالی هم راه پیدا کنند. پس از آنکه پل به دست مسیر زرین می‌افتد، آجی به دهکدهٔ اوتکارش فرستاده می‌شود تا با یکی از متحدین مسیر زرین در شمال دیدار کند. او آجی را به زیرزمین یک خانه می‌برد و در آنجا سربازان مخفی مسیر زرین از او به خاطر وصل کردن جنوب و شمال کیرات تشکر می‌کنند. ناگهان صداهایی از خانهٔ بالای سر آن‌ها می‌آید و آجی از یک دریچه دید می‌زند و می‌بیند که پگان مین در حال صحبت با اهالی منزل است. با اینکه پگان مین بسیار بخشنده به نظر می‌رسید و می‌گفت که از آن‌ها در برابر تروریست‌های مسیر زرین دفاع می‌کند، پس از رفتن او، سربازانش اهالی خانه را اعدام می‌کنند. آجی خودروی پگان مین را دنبال می‌کند و می‌تواند با استفاده از نوعی هلیکوپتر تک نفره، او را بکشد. اگرچه همان موقع پگان مین با او تماس می‌گیرد و می‌گوید که او یک بدل فوق‌العاده را کشته که حتی اهل آسیا نبوده.
سپس آمیتا و سابال از آجی می‌خواهند تا به ملاقاتشان برود. آجی به چادر آن‌ها می‌رود و می‌بیند که آن‌ها به همراه ده‌ها سرباز مسیر زرین نشسته‌اند و به برنامهٔ خبری تازه شروع شده نگاه می‌کردند. تصویر پگان مین نشان داده می‌شود که به یوما که می‌خواهد از او در برابر مسیر زرین دفاع کند، اعتبار می‌بخشد و همزمان او را به ریاست معدن کی‌ای‌او ساوارژیا منصوب می‌کند. آجی به معدن می‌رود تا یوما و سربازانش را بکشد، اما وقتی وارد معدن می‌شود، یوما گردی افیونی به صورت او می‌پاشد. آجی با توهم وارد جنگل می‌شود و تصویر رهبر مسیر زرین را پشت هم می‌بیند.
اگر سابال رهبر گروه باشد، اعضای مسیر زرینی که طرف آمیتا را گرفته بودند را سرزنش می‌کند و آن‌ها را به جرم خیانت به رسم‌هایشان و تف کردن به خدایان، سر می‌برید.
اگر آمیتا رهبر گروه باشد به سربازان دستور می‌دهد که به تک تک خانهٔ اهالی بروند و تمام بچه‌ها را به عنوان سرباز بگیرند و برایش بیاورند. او به والدین بچه‌ها نیز می‌گفت اگر واقعاً کیرات را دوست دارند باید به خانهٔ خودشان بازگردند.
آجی به راهش ادامه می‌دهد تا به یوما برسد که حالا در توهم آجی در کالبد یک کالیناگ، نگهبان شانگری-لا فرورفته است و او باید به همهٔ کالیناگ‌ها و ببرهای سفید رنگشان شلیک کند تا یوما را به قتل برساند. سرانجام او می‌تواند یوما را بکشد و وقتی از وهم خود بیرون می‌آید، می‌بیند که چاقویی در دست دارد که بارها و بارها به یوما ضربه زده‌است. پس از این، آجی به دیدار بادرا می‌رود که از بحث و جدل مداوم آمیتا و سابال ناراحت است. از آنجایی که او اعتقاد دارد که تارون ماتاراست، حس می‌کند در میان این جنگ قدرت گیر افتاده‌است. او به آجی می‌گوید که معبد جالندو هدف بعدی گروه است و آجی فرمان هرکسی را دنبال کند، او رهبر بی‌چون و چرای مسیر زرین می‌گردد. وقتی آجی تصمیم بادرا را می‌پرسد، او می‌گوید که فقط کیرات را آزاد می‌خواهد و نمی‌تواند میان آن‌ها تصمیم بگیرد. او فرزند موهان گاله است و این باعث می‌شود مردم به تصمیم او احترام بگذارند.
سابال می‌خواهد که معبد جالندو را به دست بیاورند، تا بعد از کشته شدن سربازان ارتش سلطنتی که در آن هستند، از آن به عنوان مکانی برای برگزاری مراسم‌های تبدیل بادرا به تارون ماتارا استفاده کند. اما آمیتا قصد دارد که معبد را از بین ببرد، چرا که مراسم تارون ماتارا را قدیمی می‌داند و معتقد است مراسمی است برای آن که دختران جوان را به فاحشه تبدیل کند. با تخریب معبد نیز می‌توانند تمام گنجینه‌های تاریخی و طلاهایی که در آنجاست را ذوب کرده و برای بازسازی کیرات هزینه کنند.
پس از انجام مأموریت معبد جالندو، رهبر مسیر زرین با آجی تماس می‌گیرد و می‌گوید که دهکدهٔ اوتکارش تحت حملهٔ خمپاره‌اندازها است و به کمک او نیاز دارد. پس از آن رهبر گروه از آجی می‌خواهد که طرف دیگر را به قتل برساند. اگر سابال رهبر گروه باشد از تندروی‌های آمیتا می‌نالد و او را به خیانت متهم می‌کند. اگر آمیتا رهبر گروه باشد نیز افکار سابال را کهنه می‌داند که نمی‌گذارد کیرات به سمت آینده حرکت کند. آجی این انتخاب را دارد که طرف مقابل را بکشد، یا از جانش بگذرد.
سپس آجی با مسیر زرین به قلعهٔ پگان مین حمله می‌کنند و پس از تصرف آن، پگان به سمت قصر پگان مین می‌رود و می‌بیند که پگان برای آن‌ها شام نیز تدارک دیده‌است. پگان می‌نشیند و دو انتخاب به آجی می‌دهد، اینکه او را بکشد یا از جانش بگذرد و آن دو در کنار هم خاکستر مادرش را بپراکنند.
اگر بازیکن به پگان مین شلیک کند، به خانه بازمی‌گردد و در تماسی به رهبر گروه می‌گوید که پگان مین کشته شده، اما او نتوانسته که لاکشمانا را بیابد. سپس بازیکن می‌تواند به قصر پگان مین بازگشته و با گشتن جیب‌های جنازهٔ او ۲۵۰ هزار روپیه به دست بیاورد.
اگر از جان پگان مین بگذرد، پگان با آجی صحبت کرده و می‌گوید که فرقی ندارد چه کسی رهبر مسیر زرین باشد، در نهایت کیرات متعلق به اوست. او آجی را به یک مقبرهٔ کوچک در محوطهٔ قصر می‌برد و در همین حین اطلاعات جدیدی را نیز فاش می‌کند. وقتی ایشواری برای جاسوسی از پگان فرستاده می‌شده، از او صاحب یک دختر کوچک می‌شود نامش را لاکشمانا گذاشتند. موهان نمی‌تواند این قضیه را هضم کند و لاکشمانا را می‌کشد و ایشواری نیز برای انتقام جان موهان را می‌گیرد. پس از مرگ لاکشمانا، پگان تنها یک بار وارد مقبرهٔ او شده و همان یک‌بار او را از یک آدم منطقی به این چیزی تبدیل کرده که اکنون هست. آجی خاکستر مادرش را در مقبره می‌گذارد و وقتی بیرون می‌آید می‌بیند که پگان سوار بر یک هلیکوپتر است و می‌گوید که کیرات دیگر متعلق به آجی است، اما او هلیکوپتر را برای خودش نگه می‌دارد و آجی به رهبر مسیر زرین می‌گوید که پگان گریخته و او توانسته لاکشمانا را بیابد. همچنین این امکان وجود دارد که بازیکن پس از آنکه از جان پگان مین گذشت، او را بکشد. بازیکن وقتی هلیکوپتر پگان می‌گریزد، فرصت دارد تا هلیکوپتر را منهدم کرده و پگان مین را بکشد. پس از آن بازیکن می‌تواند جنازهٔ او را در محوطهٔ کاخ، کنار بقایای هلی‌کوپترش بیابد.
پس از آن، هر کدام از سابال و آمیتا که رهبر گروه باشند، توهمی که آجی در معدن یوما دیده را، عملی می‌کنند. بازیکن می‌تواند در آنجا جان رهبر گروه را نیز بگیرد.

#### فرار از زندان دُرگیش
آجی به هوش می‌آید و می‌شنود که پگان مین از طریق تماس رادیویی با او ارتباط برقرار کرده‌است. پگان برای رفتار یوما با او عذرخواهی می‌کند و می‌گوید که چطور او را پیدا و با او ارتباط برقرار کرده‌است. آجی از برج ناقوسی در شمال کیرات خارج می‌شود، اما پگان مکان او را به آمیتا و سابال اعلام می‌کند تا برای نجات آجی هلی‌کوپتری بفرستند. پگان او را به جایی می‌فرستد که سربازان یوما قصد دارند در آنجا استخراج انجام بدهند. آجی نیم ساعت فرصت دارد و با انجام دادن مأموریت‌هایی این زمان افزایش می‌یابد و در نهایت به آن نقطه می‌رسد.

#### دره یتی‌ها
حین بخش فرار از درگیش، آجی می‌شنود که یوما برای عده‌ای را به درهٔ گمشده در رشته‌کوه هیمالیا می‌فرستد تا برای او عتیقه‌ای را بیابند که طبق شایعات حیات جاودان می‌بخشد. آجی با خلبان هلیکوپتر تصمیم می‌گیرند تا سری به آن دره بزنند، اما به هلیکوپتر آن‌ها حمله می‌شود. خلبان از هلیکوپتر بیرون افتاده و آجی به همراه هلیکوپتر سقوط می‌کند. خلبان توسط افراد ناشناسی به گروگان گرفته می‌شود و آجی باید دنبال او بگردد. او داخل غاری بزرگ یک معبد پیدا کرد و کسانی که کلاه خودهایی به سر داشتند که رویش شاخ‌هایی قرار گرفته و از ظاهرشان به نظر نمی‌آید که جز گروه اکتشافی یوما باشد. البته این افراد هم با آجی برخورد خصومت‌آمیز داشتند. آجی راهش را از میان آن‌ها به سمت ایستگاه ریلِی باز می‌کند و آن را تسخیر می‌کند.
آجی ببا بیرون از دره ارتباط برقرار می‌کند و کسی که جواب او را می‌دهد به او دربارهٔ طوفان قریب‌الوقوع هشدار می‌دهد و می‌گوید که کمک در راه است. کمی بعد صدایی از دستگاه رادیویی خارج می‌شود که به آجی نصیحت می‌کند به عنوان یک خارجی تسلیم شود، اما آجی از مأوای خود به خوبی دفاع می‌کند.
صبح روز بعد صدایی با لقب «مستر ساندش» از گیرندهٔ رادیو پخش می‌شود که می‌گوید که خلبان دستگیر شده در اختیار اوست و احتمالاً به زودی اعدام می‌شود و وقتی آجی می‌گوید که چه می‌خواهد می‌گوید که برای نجات دوستش به آنجا برود، وگرنه خدایی شیطانی با نام یالونگ او را محاکمه کرده و از بین می‌برد. آجی به کوهستان می‌رود و بعد از کشتن عبادت‌کنندگان یالونگ، به خلبان، در حالی که دست و پا بسته‌است می‌رسد و به سوی او می‌دود تا نجاتش دهد، اما ساندش او را بی‌هوش می‌کند و می‌گوید او باید توسط یالونگ محاکمه شود.
هنگامی که آجی به هوش می‌آید، صدای فریاد کسی را می‌شنود (احتمالاً فریاد خلبان). او شبحی عظیم‌الجثه را می‌بیند که بر سر راهش مردانی که فریاد می‌کشند را برداشته و به دو تیکه تقسیم می‌کند. آجی تمام تجهیزاتش را به جز چراغ قوه از دست داده و باید آرام آرام مسیر غار را طی کند. او راهش را از میان اسکلت‌های بی‌شمار روی زمین باز می‌کند و یک یتی را می‌بیند که در حال خوردن چیزی است. اگر یتی متوجه حضور آجی شود، او را دنبال کرده و سعی می‌کند بکشد. درون غار سوراخ‌های زیادی است که آجی می‌تواند با پنهان شدن در آن‌ها از دست یتی بگریزد و در نهایت با قلابی از غار بیرون بیاید. آجی به ایستگاه ریلی بازگشته و شبی دیگر در برابر سربازان ساندش مقاومت می‌کند.
صدای ساندش روز بعد هم می‌آید که می‌گوید اینکه آجی به یکی از یالونگ‌های هشیار، یا همان یتی داده شده، باید برای او افتخار باشد. ساندش قصد دارد ارتباط رادیویی آجی را قطع کند، اما آجی از دو سرباز ساندش می‌شنود که کامیونی که قرار بوده برای بستن راه ارتباطی بیاید تصادف کرده و آجی به سرعت به محل تصادف رفته و چند موتور نیرو را نیز منهدم می‌کند. سومین موتور بر فراز کوه‌ها در یک معبد است و توسط یک یتی از آن مواظبت می‌شود. آجی هم می‌تواند یتی را بکشد و هم می‌تواند او را به حال خود رها کند. یتی را می‌توان با شلیک به سرش بی‌حس کرد و سپس با خنجر زدن به پشت گردنش، او را از پای درآورد. جسد یتی کمی بعد تبدیل به دودی نارنجی‌رنگ می‌شود.
آجی به ایستگاه ریلی بازمی‌گردد تا سومین شب را آنجا بگذراند و با نیروهای ساندش درگیر شود، آن هم در حالی که شب با آتشی که جنگل را فرا گرفته روشن شده‌است. صبح فردا آجی باز هم درخواست کمک کرد، اما سودی نداشت، اما روی موجی شنید که ساندش به سربازانش دستور می‌دهد که محوطه را با مواد منفجره تسخیر کنند و سپس اکسیر را به دست آورده و اسیران را آنجا بگذارند. آجی برای یک کاروان کمین کرده و با آن وارد زندان می‌شود تا بمب‌ساز را بیابد، آن هم در حالی که نمی‌خواهد آژیر هشدار به صدا دربیاید. آجی بعد از کشتن نگهبانان زندان، بمب‌ساز را که دیگویجای نام دارد پیدا کرده و از زندان فراری می‌دهد.
با برگشت به ایستگاه ریلی، آجی این بار باید با سربازانی از ساندش رو به رو شود که به مواد منفجره نیز مجهز شده‌اند. پس از گذراندن شب و پیروز شدن بر افراد سانچی، بمب‌ساز با او ارتباط برقرار کرده و می‌گوید نمی‌داند چگونه باید از او تشکر کند و در میان صحبت‌هایش از یک عتیقه اسم می‌برد و می‌گوید دیده که اکسیر گوشت انسان را چگونه دچار دگرگونی می‌کند.
بمب‌ساز به آجی می‌گوید که تعدادی بمب دست‌ساز در جاهایی اتفاقی گذاشته و آجی برای جمع‌آوری آن‌ها می‌رود و همچنین سعی می‌کند تجهیزات لازم برای اکسیرسازی را نیز از بین ببرد. سپس یکی از کامیون‌های حاوی تجهیزات را برداشته و با آن به ایستگاه ریلی بازمی‌گردد و برای آخرین بار شب را به درگیری با افراد ساندش می‌گذراند.
صبح آتی او می‌تواند بالاخره با مسیر زرین تماس برقرار کند. آن‌ها از آجی می‌پرسند که عتیقه را یافته و آجی می‌گوید هنوز دارد رویش کار می‌کند و از آن‌ها می‌خواهد هلی‌کوپتری بر فراز قلهٔ هاجوراآماکو هاتاما بفرستد تا او پس از نابود کردن عتیقه بگریزد. وقتی آجی به بالای کوه می‌رسد، متوجه می‌شود که به ماسک اکسیژن نیاز دارد و با کشتن یکی از افراد ساندش، ماسک او را برمی‌دارد. آجی به پیش‌روی ادامه داده و بر سر راهش چند یتی را می‌کشد. او در کناره‌های غار چندین پیکرهٔ سنگی گروتسک می‌دید که تبدیل انسان به یتی را به نمایش می‌گذاشت. او به عتیقه که از خود نوری زردرنگ ساطع می‌کردند شلیک می‌کند و پس از از بین رفتن آن، در اثر پخش شدن گاز زردرنگ از هوش می‌رود.
آجی وقتی چشم بازمی‌کند، می‌بیند که عتیقه برای مواظبت از خود، یتی‌های بیشتری درست کرده و آجی باید در گوشه و کنار غار ریشه‌های آن را از بین ببرد. عتیقه سعی می‌کند از خود مواظب کند و در نهایت با انفجاری بار دیگر آجی را از هوش می‌برد. آجی وقتی بیدار می‌شود، کابوسی که داشته را می‌بیند، اینکه به یتی بدل شده‌است و صدایی مرموز که می‌گوید: «مسیر تو با ماست، نه در مقابل ما. بیدار شو و کنار ما راه برو.»
داستان این محتوای افزوده اینجا تمام می‌شود، اما با در نظر گرفتن داستان اصلی که بخش دومش پس از وقایع رخ داده، می‌توان حدس زد که آجی هیچگاه بدل به یتی نشده‌است.